# Atethmia
Genre
Le genre Atethmia regroupe des lépidoptères (papillons) nocturnes de la famille des Noctuidae.

## Espèces rencontrées en Europe
- Atethmia algirica (Culot, 1917)
- Atethmia ambusta (Denis & Schiffermüller, 1775)
- Atethmia centrago (Haworth, 1809)